# Vaszilij Fjodorovics Garbuzov
Vaszilij Fjodorovics Garbuzov (orosz betűkkel: Василий Фёдорович Гарбузов; Belgorod, Orosz Birodalom, 1911. július 3. – Moszkva, 1985. november 12.) szovjet közgazdász és politikus, a Szovjetunió pénzügyminisztere volt 1960–1985 között.

## Élete
Orosz munkáscsaládba született 1911-ben. 1925-ben kezdett dolgozni asztalossegédként egy harkovi fűrésztelepen.

### Szakmai pályafutása
1933-ban diplomázott a Harkovi Pénzügyi és Gazdasági Főiskolán, majd 1936-ban ugyanott tudományos fokozatot szerzett. Ezután oktatóként dolgozott a főiskolán. Kezdetben előadóként, majd csoportvezetőként, a politikai gazdaságtan tanszék megbízott tanszékvezető-helyetteseként és kari dékánként is dolgozott. 1939-ben kapott kandidátusi fokozatot, 1940-ben docenssé nevezték ki. 1939-ben belépett az SZKP-ba.

### Politikai pályája
1941-től a Kirgiz SZSZK pénzügyi népbiztosságán dolgozott főellenőrként, majd igazgató-helyettesként. 1943-tól a Szovjetunió pénzügyi népbiztossága titkárságának munkatársa volt. Ezt követően ismét a felsőoktatásban dolgozott, a Kijevi Pénzügyi-gazdasági Főiskolán oktatott, volt tanszékvezető-helyettes, főiskolai igazgató-helyettes, majd 1944-től pedig a főiskola igazgatójaként tevékenykedett. 1950–1952 között az Ukrán SZSZK Tervhivatalát vezette. 1952-ben Kijevből Moszkvába került, a Szovjetunió pénzügyminiszterének helyettese, majd 1953-ban a pénzügyminiszter első helyettesévé nevezték ki. 1960-ban nevezték ki a Szovjetunió pénzügyminiszterévé. Ezt a posztját 1985-ben bekövetkezett haláláig betöltötte. 1958-tól haláláig tagja volt a Szovjetunió Legfelsőbb Tanácsának is.
Négyszer kapta meg a Lenin-rendet, kitüntették Munka Vörös Zászló Érdemrendjével, valamint 1981-ben megkapta a Szocialista Munka Hőse kitüntetést is.
Sírja Moszkvában, a Novogyevicsi temetőben található.